# Wielka Rewolta
Wielka Rewolta – egipska rebelia przeciwko władzy macedońskiej dynastii Prolemeuszy, która miała miejsce w latach 207–184 p.n.e.
Chociaż Ptolemeusze zostali oficjalnie uznani jako faraonowie przez kapłanów i byli koronowani w Memfis oraz wspierali religię egipską poprzez finansowanie sprawowania kultu i budowę świątyń, pozostawali dla ludności dynastią obcą, co wynikało m.in. z używania na dworze języka odmiennego niż język ludu. Począwszy od 246 p.n.e. miały miejsce kolejne powstania miejscowej ludności. Najbardziej udana z nich była Wielka Rewolta, podczas której cały Górny Egipt pozostawał poza władzą Ptolemeuszy i był rządzony przez dwóch kolejnych przywódców tytułowanych faraonami Horunnefera i Anchwennefera.
Wielka Rewolta została opisana w kilku źródłach; jednym z nich jest kamień z Rosetty. W wyniku prowadzonych w Thmuis od 2009 r. wykopalisk archeologicznych odkryto ślady zniszczeń miasta oraz znaczną ilość szczątków niepogrzebanych ludzi datowane na przełom III i II w. p.n.e.